# Rihard Dolenc
Rihard Dolenc, slovenski sadjar, vinogradnik, pedagog in publicist, * 31. januar 1849, Podnanos, † 5. februar 1919, Novo mesto.
Dolenc je leta 1873 končal višjo vinogradniško šolo v Klosterneuburgu pri Dunaju ter istega leta postal ravnatelj novoustanovljene sadjarske in vinarske šole v Slapu pri Vipavi. 
Šola je bila zaradi bližine enake kmetijske šole v Gorici ter neugodnih prometnih razmer in oddaljenosti od večjih središč leta 1886 po sklepu kranjskega deželnega zbora premeščena na Grm pri Novem mestu. Dolenc je šolo vodil vodil do 1907.
Dolenc je pomemben za naše sadjarstvo in vinogradništvo. Med drugim je prirejal tečaje, vodil obnovo vinogradov na Vipavskem, Dolenjskem in v Beli krajini, organiziral drevesnice in trsnice ter sajenje obcestnih nasadov jablan in hrušk. Izumil je poseben tip sadne sušilnice. Napisal in izdal je knjigi Sadjarstvo ali ovočarstvo I (1887 in Nauk, kako zasajati vinograde z ameriškimi trtami (1888) ter objavljal tako politične kot strokovne članke iz vseh kmetijskih področij.

## Zasebno življenje
Njegov sin Metod Dolenc je bil pravnik, sodnik, univerzitetni profesor na novoustanovljeni Pravni fakulteti v Ljubljani, rektor univerze in eden prvih akademikov novoustanovljene (S)AZU.
Njegova hčerka Olga Dolenc (poročena Skalicky) je bila soproga Bohuslava Skalickega, njun sin Zdenko Skalicky pa je bil poročen z Elizabeto Soklič.